# Galeosoma vernayi
Espèce
Galeosoma vernayi est une espèce d'araignées mygalomorphes de la famille des Idiopidae.

## Distribution
Cette espèce se rencontre au Botswana, en Namibie et en Afrique du Sud au Cap-du-Nord.

## Étymologie
Cette espèce est nommée en l'honneur d'Arthur Stannard Vernay (1877–1960).

## Publication originale
- Hewitt, 1935 : Scientific results of the Vernay-Lang Kalahari Expedition, March to September 1930. The trap-door spiders, scorpions and solifuges. Annals of the Transvaal Museum, vol. 16, p. 459-479 (texte intégral).